# Сергеев, Игорь Николаевич (киргизский футболист)
Игорь Николаевич Сергеев (род. 11 сентября 1969) — советский и киргизский футболист, нападающий. Лучший бомбардир чемпионата Кыргызстана 1992 года. Выступал за сборную Кыргызстана.

## Биография
Воспитанник фрунзенской РСДЮШОР. В соревнованиях мастеров выступал с 1990 года за фрунзенскую «Алгу» во второй лиге и за «Достук» (Сокулук) во второй низшей лиге. В 1991 году играл за оренбургский «Газовик».
В первом независимом чемпионате Кыргызстана, выступая за «СКА-Достук» (Сокулук), стал серебряным призёром и лучшим бомбардиром турнира с 26 голами. В первой половине следующего сезона продолжал выступать за «СКА-Достук», затем ненадолго перешёл в российский «Металлург» (Новотроицк). Вскоре вернулся в Кыргызстан и выступал за «Спартак» (позднее — «Ак-Марал») из Токмака, с которым стал серебряным призёром чемпионата 1993 года. В споре бомбардиров сезона-1993 занял третье место с 23 голами. В 1994 году стал бронзовым призёром чемпионата и лучшим бомбардиром своего клуба. Всего за карьеру в высшей лиге Кыргызстана забил 59 голов.
С 1995 года до конца карьеры выступал в Израиле за клубы низших дивизионов, в том числе в сезоне 1999/00 — за «Маккаби Ирони» Шломи.
В сборной Кыргызстана в 1992 и 1994 годах сыграл 5 матчей и забил один гол. Дебютный матч сыграл 23 августа 1992 года против Узбекистана. Автором гола стал 13 апреля 1994 года, забив «гол престижа» в ворота Туркменистана (1:5). Последний матч провёл 17 апреля 1994 года против Казахстана.